# Heteropoda rufognatha
Heteropoda rufognatha là một loài nhện trong họ Sparassidae.
Loài này thuộc chi Heteropoda. Heteropoda rufognatha được Embrik Strand miêu tả năm 1907.